# Graphic Adventure Creator
Graphic Adventure Creator (часто скорочено до GAC) — це система створення ігор / мова програмування для пригодницьких ігор, опублікована Incentive Software, спочатку написана на Amstrad CPC Шоном Еллісом, а потім перенесена на інші платформи, зокрема Бренданом Келлі (на Spectrum), Дейвом Кірбі (на BBC, Electron) і «The Kid» (Малкольмом Хеллоном, на C64). Зображення в демо-пригоді Ransom були зроблені Пітом Джеймсом, а обкладинка коробки — Пітом Картером.
GAC було випущено в 1985 році для Amstrad CPC, в 1986 році для ZX Spectrum Commodore 64 і BBC Micro. Спрощена версія без графіки, яка називалася просто Adventure Creator, також була випущена для Acorn Electron у 1987 році. GAC було перенесено на Atari ST у 1988 році як ST Adventure Creator (STAC) автором.
GAC мав більш просунутий синтаксичний аналізатор, ніж The Quill. Він мав команди на кшталт GET THE LAMP THEN LIGHT IT («ВІЗЬМИ ЛАМПУ І ЗАСВІТИ ЇЇ») і вбудований графічний редактор. Понад 300 тайтлів було написано за допомогою GAC. Він також постачався з вбудованим текстовим компресором.

## Відгуки
GAC був добре прийнятий, отримавши золоту медаль Zzap! і Crash Smash. Your Sinclair оцінив версію ZX Spectrum у 9/10 балів. Версія для Atari ST досягла 18 місця в чарті бестселерів у серпні 1988 року.